# كارولين سوردز
كارولين سوردز (بالإنجليزية: Carolyn Swords)‏ مواليد 19 يوليو 1989، هي لاعبة كرة سلة أمريكية. بدأت مسيرتها الاحترافية في سنة 2011. تم اختيارها من قبل فريق شيكاغو سكاي خلال الدرافت. تلعب مع سياتل ستورم في دوري الاتحاد الوطني لكرة السلة النسائية كلاعب وسط. وتحمل الرقم 8. يبلغ طولها 6 قدم 6 بوصة (2.0 م).

## المسيرة الاحترافية
لعبت مع شيكاغو سكاي من سنة 2011 إلى 2013، ثم لعبت مع نيويورك ليبرتي في موسم 2015–2016، ثم لعبت مع سياتل ستورم في سنة 2017.

## روابط خارجية
- كارولين سوردز على موقع الاتحاد الوطني لكرة السلة النسائية (الإنجليزية)
- كارولين سوردز على موقع كرة السلة الأوروبية.كوم (الإنجليزية)
- كارولين سوردز على موقع كلية كرة السلة في سبورتس رفرنس.كوم (الإنجليزية)
- كارولين سوردز على موقع بروبوليرز (الإنجليزية)
- كارولين سوردز على موقع سبورتس رفرنس (الإنجليزية)